# The Medium
The Medium (Mediet) är en opera i två akter med text och musik av Gian Carlo Menotti.

## Historia
Menotti fick idén till operan redan 1936 då han bevistade en seans i Sankt Wolfgang i Österrike. Han utarbetade själv handlingen och det mycket effektfulla librettot. Operan var beställd av Columbia University i New York hade premiär där den 8 maj 1946. Den första professionella uppsättningen var en dubbelföreställningen med Menottis opera Telefonen på Heckscher Theater den 18 februari 1947. De båda operornas debut på Broadway skedde den 1 maj 1947 på Ethel Barrymore Theater och spelades i 211 föreställningar.
Svensk premiär (gästspel) den 29 augusti 1950 på Stora Teatern i Göteborg.

## Personer
- Madame Flora (Baba) (kontraalt)
- Monica, hennes dotter (sopran)
- Toby, hennes tjänare (dansare)
- Mrs Gobineau (sopran)
- Mr Gobineau (baryton)
- Mrs. Nolan (mezzosopran)
- En röst, att sjungas utanför scenen av Mrs Gobineau (sopran)

## Handling

### Akt I
I madame Floras salong (ett medium under namnet Baba) gör hennes dotter Monica och tjänaren Toby i ordning för en seans. Kvällens klienter är stamgästerna mr och mrs Gobineau samt mrs Nolan, en änka som är där för första gången. Under seansen framställer Monica anderösten och mrs Nolan tror sig känna igen sin döda dotters röst. Plötsligt blir madame Flora skräckslagen när en iskall hand griper tag om hennes hals. Hon skriker och kör ut sina kunder, varpå hon beskyller Toby för att ha spelat henne ett spratt. Monica försöker trösta henne med sin sång.

### Akt II
Medan Toby spelar en dockteaterföreställning för Monica inser hon att hon älskar honom. Baba kommer in berusad och fortsätter sin utfrågning av Toby. Paret Gobineau och mrs Nolan anländer och förväntar sig en seans. De blir skeptiska och förskräckta när Bara avslöjar att hon är en bedragerska. Hon kör ut alla inklusive Toby. Senare återvänder Toby för att träffa Monica och för att hämta sina saker. Baba vaknar av bullret och han gömmer sig i sin dockteater. Baba tar fram en pistol och när hon ser ridån till dockteatern fladdra till skjuter hon mot den. Tobys döda kropp faller till golvet medan Baba skriker att hon har dödat spöket. Monica bultar på dörren och vill komma in för att se vad som har hänt.